# Alfredo J. Anzola
Alfredo J. Anzola (Caracas, 17 de juny de 1946) és un director de cinema veneçolà, especialitzat en cinema d'avantguarda i de denúncia. El 1979 dirigí Manuel, que va formar part de la selecció oficial del Festival Internacional de Cinema de Sant Sebastià 1980.

## Filmografia
- 1969: La desesperación toma el poder.
- 1969-1970: Santa Teresa.
- 1970: La papa.
- 1971: La Fiesta de San Juan.
- 1973: El hombre invisible.
- 1974: (Carlos) Santana.
- 1975: El béisbol.
- 1976: Se solicita muchacha de buena presencia y motorizado con moto propia
- 1979: Manuel
- 1982: Menudo.
- 1983: Cóctel de camarones... en el día de la secretaria.
- 1986: De cómo Anita Camacho quiso levantarse a Marino Méndez.
- 1992: El misterio de los ojos escarlata.
- 2002: El mundo de los Onqui Tonqui
- 2005: 1888, el extraordinario viaje de la Santa Isabel
- 2011: Érase una vez un barco (documental)
- 2012: Cecilia Bergman Chaves
- 2017: Más vivos que nunca